# Richard Feynman
Richard Phillips Feynman (New York, 11 mei 1918 – Los Angeles, 15 februari 1988) was een Amerikaans natuurkundige en Nobelprijswinnaar.

## Inleiding
Richard Feynman was zeer invloedrijk op met name het gebied van de kwantumelektrodynamica (QED). In 1965 won hij de Nobelprijs voor de Natuurkunde.
Hij stond ook bekend als brandkastkraker, nachtclubgast, tekenaar, bongospeler en kenner van de Mayacultuur. Daarnaast schitterde hij kort voor zijn dood tijdens de openbare hoorzittingen na het ongeluk met de ruimteveer Challenger.
Niet in de laatste plaats was hij beroemd als didacticus. Door de meeste van zijn vakgenoten wordt hij zodanig vereerd, dat er veel uitspraken aan hem worden toegeschreven die waarschijnlijk niet van hem afkomstig zijn.

## Biografie

### Jonge jaren
Richard P. Feynman werd in 1918 in New York geboren als zoon van Lucille Phillips en Melville Arthur Feynman (een fabrikant van uniformen). Zelf zag hij in het beroep van zijn vader - die zag de dragers ook zonder hun uniformen - de verklaring voor zijn eigen gebrek aan respect voor autoriteit – een eigenschap die hem in zijn latere loopbaan regelmatig van pas kwam. Na de Far Rockaway High School in Queens volgde hij een studie natuurkunde aan het MIT (Massachusetts Institute of Technology) die hij in 1939 met een bachelordiploma afsloot. Als student behaalde hij de maximale score voor het toelatingsexamen van Princeton, waarbij hij de aandacht trok van stafleden als Albert Einstein.
In de oorlogsjaren werd hij voor een onderhoud uitgenodigd door Niels Bohr. Bohr was op bezoek in Los Alamos National Laboratory in de VS, waar geprobeerd werd een atoombom te maken (bekend als het Manhattan Project). Feynman werkte daar en viel bij Bohr in de smaak doordat hij niet onnodig beleefd was. In die tijd was Feynman net student-af en niet beroemd.
Behalve met het natuurkundige werk, dat hij geacht werd te doen, vermaakte hij zich in Los Alamos met het openen van kluizen van collega's. In zijn boek Surely you're joking, Mr. Feynman (Adventures of a curious character) (1985), dat zich het best laat omschrijven als een verzameling sterke verhalen, verklapt hij dat daar weinig virtuositeit voor nodig was. Hij kwam erachter dat veel bezitters van kluizen in Los Alamos niet de moeite namen een andere cijfercombinatie in te stellen dan die waarmee de brandkasten standaard uit de fabriek kwamen. In 1988 kwam hier het vervolg op uit: What do you care what other people think: further adventures of a curious character.
Na de oorlog kwam Feynman terecht op Caltech te Pasadena waar hij genoot van het lesgeven.

### Kwantumelektrodynamica
Een ander succesvol werk van Feynman is het boek QED. Behalve voor 'quod erat demonstrandum' staat dat voor quantum electrodynamics (kwantumelektrodynamica). Zo heet de theorie over het gedrag van geladen deeltjes waarmee Feynman zijn Nobelprijs verdiende. Het vernieuwende van Feynmans versie van deze theorie is, dat hij van een deeltje de baan berekende door alle (oneindig veel) mogelijke bewegingen van het deeltje in de berekening te gebruiken. Voor elke mogelijke beweging is het deeltje te beschrijven als een golf – en deze golven kunnen elkaar uitdoven. Als je het effect hiervan uitrekent, dan blijkt doorgaans dat ze elkaar overal in de ruimte nagenoeg uitdoven behalve in een relatief klein gebied: het meest waarschijnlijke pad van het deeltje. Maar overal waar de uitdoving van golven niet volledig is – en dat is bijna overal – is nog een heel kleine kans om het betreffende deeltje te vinden. Deze theorie voorspelt verschijnselen met een ongeëvenaarde nauwkeurigheid; tien significante cijfers is geen uitzondering.
Het bijzondere van de QED is dus dat deeltjes zich voortdurend bewust lijken van de omstandigheden in de ruimte om hen heen. Een mogelijk pad heeft invloed op de beweging van het deeltje, alleen door er te zijn.
Feynman noteert het totale effect van alle mogelijke tijdsevoluties van het systeem ("paden") met het wiskundige integraalsymbool {\displaystyle \int }. Hij heeft beschreven hoe met dergelijke padintegralen een consistente herformulering van de kwantummechanica mogelijk is. De padintegralen van Feynman hebben ook aanleiding gegeven tot veel wiskundig onderzoek. Het is historisch interessant dat Feynman zijn padintegralen ongeveer gelijktijdig uitvond met de ontwikkeling van de functionaal-integratie door Norbert Wiener met betrekking tot de brownse beweging, naar verluidt zonder dat beide geleerden aanvankelijk van elkaars werk op de hoogte waren. Het later gepubliceerde Feynman-Kac-formalisme toont het verband tussen beide theorieën.

### Feynmandiagram

Een Feynmandiagram gebruikt in de QED: interactie tussen twee elektronen door middel van een foton

Als iets Feynman onsterfelijk heeft gemaakt, dan is het niet zijn QED, niet zijn levendige colleges en niet zijn buitenwetenschappelijke escapades, maar zijn uitvinding van het Feynmandiagram. Feynmandiagrammen zijn vreemd ogende visualisaties die Feynman aanvankelijk gebruikt moet hebben om zelf beter zicht te krijgen op de capriolen van elementaire deeltjes. De diagrammen laten schematisch zien hoe botsingen en andere processen tussen elementaire deeltjes verlopen. Ze bleken zó handig te zijn, vooral om na te gaan welke mogelijke gebeurtenissen de uitkomst van een berekening bepalen, dat iedere natuurkundige die actief is in het betreffende vakgebied ze tegenwoordig gebruikt.

### Feynman Lectures on Physics
QED is net als Surely you're joking... een uitgetypte vertelling, maar dan een met een educatief doel: het was een lezing voor een lekenpubliek. Op een vergelijkbare manier zijn de Feynman Lectures on Physics tot stand gekomen. Begin jaren 60 wist het California Institute of Technology, waar Feynman werkte, hem over te halen een reeks colleges te geven aan eerstejaarsstudenten. Er moest iets gebeuren, want de aantallen studenten liepen terug. Dat Feynman zoiets zou doen was bijzonder, want hij was weliswaar nog geen Nobelprijswinnaar, een gevestigde naam was hij wel. Ondanks zijn faam als didacticus gaf Feynman niet vaak college en zeker niet aan eerstejaars. Daarom werd besloten de lessen op te nemen en later uit te werken tot leerboeken. De colleges waren geen doorslaand succes. De eerstejaars voor wie ze bedoeld waren konden het niet volgen en bleven steeds vaker weg. Daarvoor in de plaats kwamen oudere studenten en collega's van Feynman, zodat de zaal goed gevuld bleef. Helemaal perfect als didacticus was de man dus niet. Maar toch maakte zijn aanpak school. De Feynman Lectures zijn er gekomen en staan bij massa's fysici op de plank. Zijn met voorbeelden doorspekte stijl heeft een generatie docenten beïnvloed.
Tussen september 2013 en augustus 2014 werkten Caltech en The Feynman Lectures Website samen om The Feynman Lectures on Physics ter beschikking te stellen op het web. Het derde en laatste deel van de lezingenreeks werd in augustus 2014 ter beschikking gesteld.

### Nanotechnologie
In 1959 gaf hij voor de American Physical Society een lezing: There is plenty of Room at the Bottom waarin hij het idee opperde om atomen te gebruiken als bouwstenen voor structuren. Daarmee werd hij de grondlegger van de microsysteemtechnologie en de nanotechnologie. Eric Drexler bouwde dit idee later uit in zijn boek Engines of Creation: The Coming Era of Nanotechnology met het concept van minuscule fabrieken die zichzelf dupliceren.

### Laatste jaren

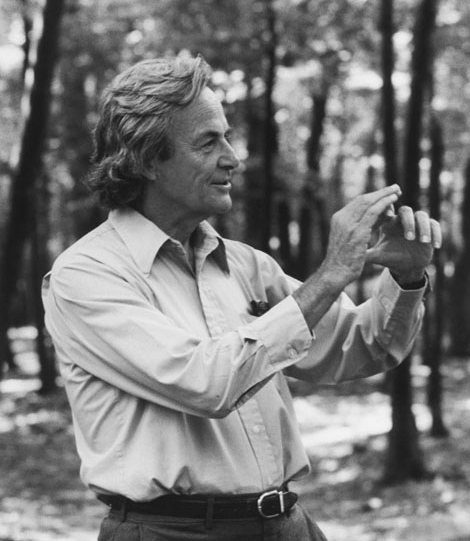
Richard Feynman in 1984

Richard Feynman leed al geruime tijd aan kanker toen hem werd gevraagd zitting te nemen in de regeringscommissie (Rogers Commission) die onderzoek deed naar de oorzaak van het ongeluk met de Challenger (28 januari 1986). Hij stemde toe en bracht zijn mede-commissieleden tot wanhoop met zijn eigenwijsheid (zie ook zijn What do you care what other people think). Hij ging op eigen houtje met ingenieurs praten en ontdekte zo dat waarschuwingen van technici de NASA-top niet eens hadden bereikt. Tijdens een openbare hoorzitting doopte hij een stukje van een O-ring uit een hulpraket in ijswater en liet met een hamer zien dat het ding niet meer flexibel was: de (technische) oorzaak van de ramp. Toen met zijn bevindingen onvoldoende rekening werd gehouden schreef hij een minderheidsstandpunt, en toen dat buiten het eindrapport werd gehouden dreigde hij zijn ondertekening terug te nemen. Hij kreeg zijn zin.
Richard Feynman overleed in Los Angeles op 15 februari 1988.

## Persoonlijk
Feynman was driemaal gehuwd. In 1941 huwde hij schoolliefde Arline Greenbaum die in 1945 overleed aan tuberculose. In 1952 trouwde hij met de geschiedenislerares Mary Lou Bell, maar dit huwelijk strandde twee jaar later. Zijn laatste huwelijk was in 1960 met Gweneth Howarth. Uit dit huwelijk werd een zoon, Carl Richard, geboren. Ook adopteerden ze een dochter, Michelle Catherine. Feynman had nog een jongere zus, Joan Feynman, een astrofysicus die werkzaam was geweest bij NASA, het National Center for Atmospheric Research en het Jet Propulsion Laboratory. Zij werd door haar 9 jaar oudere broer ingewijd in de geheimen van de natuur. Hun moeder vond een wetenschappelijke studie niet geschikt voor een vrouw.